# 克拉斯諾西爾卡 (傑拉日尼亞區)
49°15′37″N 27°16′33″E / 49.26028°N 27.27583°E
紅西爾卡（烏克蘭語：Красносілка）是位於烏克蘭西部的村莊，由赫梅利尼茨基州裡赫梅利尼茨基區的德拉日尼亞市鎮負責管轄。該村始建於1565年，面積1.33平方公里，海拔高度325米，2001年人口234，人口密度每平方公里175.7人。